# Parasetigena silvestris
Parasetigena silvestris är en tvåvingeart som först beskrevs av Robineau-desvoidy 1863.  Parasetigena silvestris ingår i släktet Parasetigena och familjen parasitflugor. Arten är reproducerande i Sverige. Inga underarter finns listade i Catalogue of Life.